# Melissa Roxburgh
Melissa Roxburgh (Vancouver, Brit Columbia, 1992. december 10. –) kanadai színésznő.

## Élete és pályafutása
1992. december 10-én született Vancouverben.
2011-ben az Egy ropi naplója: Testvérháború című filmben debütált színészként. 2018 óta a Manifest című televíziós sorozatban Michaela Stone-t alakítja. 

## Filmográfia

### Film
| Év   | Magyar cím                             | Eredeti cím                               | Szerep          | Magyar hang       |
| ---- | -------------------------------------- | ----------------------------------------- | --------------- | ----------------- |
| 2011 | Egy ropi naplója: Testvérháború        | Diary of a Wimpy Kid: Rodrick Rules       | Rachel          |                   |
| 2012 | Kutya egy idő                          | Diary of a Wimpy Kid: Dog Days            | Heather Hills   |                   |
| 2012 | Big Time: A film                       | Big Time Movie                            | hercegnő        |                   |
| 2014 |                                        | Leprechaun: Origins                       | Jeni            |                   |
| 2015 | A tengerészgyalogos 4. – Mozgó célpont | The Marine 4: Moving Target               | Olivia Tanis    | Berkes Boglárka   |
| 2015 |                                        | Sorority Murder                           | Carly           |                   |
| 2016 | Star Trek: Mindenen túl                | Star Trek Beyond                          | Ensign Syl      | Sipos Eszter Anna |
| 2016 |                                        | 2BR02B: To Be or Naught to Be (rövidfilm) | Leora Duncan    |                   |
| 2016 |                                        | Lost Solace                               | Azaria          |                   |
| 2018 |                                        | In God I Trust                            | Mya Matheson    |                   |
| 2020 | Még mindig hiszek                      | I Still Believe                           | Heather Henning |                   |
| 2022 | Angyalok gyilkosa                      | Mindcage                                  | Mary            |                   |

### Televízió
| Év        | Magyar cím          | Eredeti cím         | Szerep                     | Megjegyzések                                                |
| --------- | ------------------- | ------------------- | -------------------------- | ----------------------------------------------------------- |
| 2012–2013 | A zöld íjász        | Arrow               | Blake                      | 2 epizód                                                    |
| 2012–2014 | Odaát               | Supernatural        | Lila Taylor / Violet Duval | 2 epizód                                                    |
| 2014      | A kiválasztottak    | The Tomorrow People | Talia                      | 1 epizód                                                    |
| 2016      | A holnap legendái   | Legends of Tomorrow | Betty Seaver               | 1 epizód                                                    |
| 2017      | Idővonal (Átutazók) | Travelers           | Carrie                     | 1 epizód                                                    |
| 2017–2018 |                     | Valor               | Thea                       | 13 epizód                                                   |
| 2018–2023 | Manifest            | Manifest            | Michaela Stone             | - főszereplő - magyar hangja:[forrás?] - Bogdányi Titanilla |